# Igor Khenkin
Igor Khenkin (Vladimir, 21 maart 1968) is een Duitse schaker. Hij is sinds 1992 een grootmeester (GM). Zijn hoogst bereikte Elo-rating is 2670.
Khenkin kwam in 1996 naar Duitsland, zijn ouders waren al eerder geëmigreerd vanuit Rusland, en woonachtig in Weilburg (Hessen). Khenkin heeft inmiddels de Duitse nationaliteit.
Acht jaar stond Igor Khenkin in de Top 100 van spelers met de hoogste rankings ter wereld.

## Schaakcarrière
Op elfjarige leeftijd won Igor Khenkin het jongenskampioenschap van Vladimir. Toen hij 13 jaar was werd hij juniorenkampioen van zijn land in de categorie tot 16 jaar. Hij kreeg training van onder andere Mark Dvoretsky en Aleksander Nikitin, die ook voormalig wereldkampioen Garri Kasparov trainde en optrad als zijn secondant.
- In 1990 werd hij Internationaal Meester (IM).
- Khenkin won in 1991 het open kampioenschap van Parijs. In 1991 werd hij gedeeld eerste in bij het Cansys-toernooi in Budapest
- In 1992 werd hij grootmeester.
- In 1992 won hij, samen met Ilia Smirin, het toernooi van Tel Aviv.
- Vijf keer won hij het Genève Open: 1994, 1996, 1998, 2002 en 2003.

Eind jaren 90 speelde Khenkin gedurende korte tijd voor Israël; in 1998 keerde hij na wrijving met Israëlische functionarissen terug bij de Russische schaakbond.
- In New York open in 2002 eindigde hij met 7 uit 9 op de tweede plaats, achter Ilya Smirin die met 7½ uit 9 eerste werd. Nick Defirmian werd derde.
- Hij nam in Moskou deel aan het FIDE WK schaken 2001/2002, waar hij in ronde 2 werd uitgeschakeld door Rustam Kasimdzjanov, de FIDE-wereldkampioen van 2004.[3]
- In 2004 in het Open Andorra met 169 deelnemers, werd hij gedeeld eerste.
- Op het Essent open 2004 dat in Hoogeveen verspeeld werd, eindigde Igor met 6½ uit 9 op een gedeelde derde plaats. Mikhail Gurevich en Pengxiang Zang bezetten met 7 uit 9 de eerste en de tweede plaats.
- Igor speelde mee in het Open kampioenschap van Beieren dat in oktober/november 2004 in Bad Wiessee verspeeld werd. Hij eindigde samen Karel van der Weide met 7½ punt op een gedeelde eerste plaats.
- In februari 2005 speelde Khenkin mee in het toernooi om het kampioenschap van Duitsland dat in Altenkirchen verspeeld werd. Het toernooi werd met 7 pt. uit 9 door Artur Joesoepov gewonnen en Igor Khenkin eindigde met 6 punten op de vijfde plaats. Khenkin nam daarna nog vier keer deel aan de Duitse kampioenschappen. In 2006 werd hij vierde en in 2010 eindigde hij als tweede. In 2011 in Bonn won hij de titel met 6½ pt. uit 9, na fijnwaardering van zijn score en die van de eveneens met 6½ pt. uit 9 eindigende Jan Gustafsson. In 2012 in Osterburg/Altmark werd hij tweede.
- In juli 2005 werd in Esbjerg het 20e Noordzee cup 2005 toernooi verspeeld dat met 7½ punt uit 9 ronden gewonnen werd door de Russische grootmeester Vladimir Belov. Er waren 128 deelnemers. Vier schakers eindigden met 7 punten op de tweede plaats. Na een tie-break werd Igor Khenkin tweede en Maarten Solleveld derde, Stefan Đurić bezette de vierde plaats en de Duitse grootmeester Sergej Kalinitsjev ten slotte eindigde op de vijfde plaats.
- In juli 2005 ging in Amsterdam bij het Amsterdam Chess 2005 toernooi in de A-groep, met 100 deelnemers, de overwinning naar Pavel Eljanov met 7 pt. uit 9 ronden. Igor Khenkin eindigde met 6½ punt op een gedeelde tweede plaats.

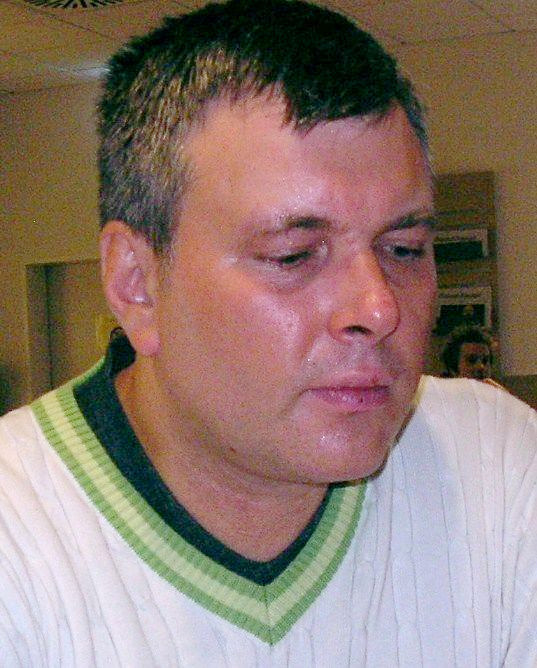
Igor Khenkin, 2011 in Bonn

- In september 2005 won Khenkin op het Nordhorner Schaakfestival het rapidschaak-toernooi met 5½ pt. uit 7.
- In juli 2006 won hij het Andorra Open schaaktoernooi met 7 pt. uit 9.[4]

### Nationale teams
Khenkin speelde met het Duitse nationale team in de Schaakolympiades van 2008 en 2012.
In 2009 en 2013 speelde hij met het Duitse nationale team in de Europese schaakkampioenschappen voor landenteams, en in 2013 ook in het Wereldkampioenschap schaken voor landenteams.

## Externe koppelingen
- (en)   Informatie over schaakpartijen van Igor Khenkin op ChessGames.com
- (en)   Informatie over schaakpartijen van Igor Khenkin op 365chess.com
- (en)  FIDE-ratinggegevens voor Igor Khenkin